# Анте Чорич
Анте Чорич (на хърватски: Ante Ćorić) е хърватски футболист, полузащитник, който играе за Олимпия Любляна под наем от Рома.

## Кариера
Роден е в Загреб, а родителите му са босненски хървати. Баща му е треньор и Чорич се учи от него от много ранна възраст на футбол. 5-годишен започва да тренира в Хърватски Драговоляц. През 2009 г. преминава в академията на Ред Бул Залцбург, като към него има интерес от Байерн (Мюнхен), Челси и Барселона. През 2013 г. се завръща в Хърватия и преминава в Динамо (Загреб) срещу сумата от €900 000. На 16 април 2014 г. дебютира срещу РНК Сплит. На 10 май вкарва първия си гол при загуба от Истра 1961. На 18 септември влиза като резерва в 77-а минута и вкарва петият гол при победата с 5:1 над Астра (Гюргево), като става най-младият голмайстор в историята на Лига Европа със своите 17 години и 157 дни. През 2015 г. вестник „Вечерни лист“ го награждава като най-добър млад хърватски футболист на годината.

## Национален отбор
Чорич играе за всички национални гарнитури на Хърватия. За мъжкия тим дебютира през май 2016 г. в контрола срещу Молдова. Част е и от състава за Евро 2016, но остава резерва през цялото време на участието на страната си.

## Отличия

### Индивидуални
- Хърватска футболна надежда на годината (1): 2015